# Долинское (Днепровский район)
До́линское (укр. Долинське) — село на территории Николаевской сельской общины, Днепровского района Днепропетровской области Украины.
Код КОАТУУ — 1221482002. Население по переписи 2001 года составляло 149 человек.

## Географическое положение
Село Долинское находится на расстоянии в 1 км от села Николаевка и посёлка Горького.
Через село проходит автомобильная дорога М-04 (E 50).